# Kanton Chartres-1
Der Kanton Chartres-1 ist seit 2015 ein französischer Wahlkreis im Arrondissement Chartres im Département Eure-et-Loir in der Region Centre-Val de Loire; sein Hauptort ist Chartres. 

## Gemeinden
Der Kanton besteht aus zwölf Gemeinden und Teilgemeinden mit insgesamt 29.258 Einwohnern (Stand: 1. Januar 2022) auf einer Gesamtfläche von 147,45 km²:
| Gemeinde                | Einwohner 1. Januar 2022 | Fläche km² | Dichte Einw./km² | Code INSEE | Postleitzahl |
| ----------------------- | ------------------------ | ---------- | ---------------- | ---------- | ------------ |
| Berchères-Saint-Germain | 898                      | 27,67      | 32               | 28034      | 28300        |
| Briconville             | 268                      | 6,26       | 43               | 28060      | 28300        |
| Challet                 | 432                      | 10,17      | 42               | 28068      | 28300        |
| Champhol                | 3.674                    | 5,37       | 684              | 28070      | 28300        |
| Chartres                | 16.064                   | 8,89       | 1.807            | 28085      | 28000        |
| Clévilliers             | 753                      | 15,78      | 48               | 28102      | 28300        |
| Coltainville            | 904                      | 18,02      | 50               | 28104      | 28300        |
| Fresnay-le-Gilmert      | 223                      | 6,03       | 37               | 28163      | 28300        |
| Gasville-Oisème         | 1.474                    | 9,09       | 162              | 28173      | 28300        |
| Jouy                    | 1.989                    | 12,89      | 154              | 28201      | 28300        |
| Poisvilliers            | 460                      | 10,57      | 44               | 28301      | 28300        |
| Saint-Prest             | 2.119                    | 16,71      | 127              | 28358      | 28300        |
| Kanton Chartres-1       | 29.258                   | 147,45     | 198              | 2804       | –            |

1. ↑   Nur der nordöstliche Teil der Gemeinde, der Rest verteilt sich auf die Kantone Chartres-2 und Chartres-3.